# Таинство (фильм, 2013)
«Таинство» (англ. The Sacrament) — американский фильм ужасов 2013 года в стиле «найденная плёнка» режиссёра Тайя Уэста. Эй-Джей Боуэн и Джо Суонберг играют журналистов VICE, которые документируют попытку их коллеги (Кентукер Одли) найти его сестру (Эми Сайметц) после того, как она присоединилась к религиозной коммуне. Сюжет фильма основан на реальных событиях массового самоубийства в Джонстауне в 1978 году.

## Сюжет
Фотограф Патрик получает письмо от своей сестры Кэролайн, выздоравливающей наркоманки, которая приглашает его посетить «Эдем Пэриш» (Эдемский приход), утопическое общество без наркотиков, основанное религиозным лидером. Когда Патрик изучает информацию об Эдеме, он обнаруживает, что они переехали в новое нераскрытое место, в которое можно добраться только на вертолёте. Заинтригованные тайной, коллеги Патрика, репортёр Сэм и оператор Джейк, предлагают снять документальный фильм на эту тему. Пилот вертолёта предупреждает их, что он улетит с ними или без них на следующий день. Проблемы в первую очередь возникают, когда они встречают гидов на аэродроме. Ожидая только Патрика, они озадачены присутствием съёмочной группы. Они связываются с Отцом, лидером, который разрешает им вход.
В самой коммуне вооружённые охранники задерживают съёмочную группу. Чувствуя себя неловко, Джейк и Сэм начинают сожалеть о поездке, но Патрик пытается сгладить ситуацию, когда появляется его сестра. Кэролайн с энтузиазмом приветствует их и приносит свои извинения за недоразумение. Кэролайн уходит с Патриком, а Джейку и Сэму предоставляется комната. После заселения, они пытаются найти членов коммуны для интервью. Несколько человек открываются им и рассказывают истории о том, как Отец спас их и дал им вновь обретённую надежду. Медсестра коммуны, Уэнди, рассказывает, что в коммуне имеется медицинский центр с хорошим ассортиментом, финансируемый за счёт пожертвований членов, которые распродали всё своё имущество.
В частном порядке создатели фильма выражают свой скептицизм, но признают, что жители коммуны кажутся счастливыми и многого достигли. Кэролайн устраивает интервью с Отцом, а Сэм готовит список вопросов. Тем не менее, Отец соглашается дать интервью только на открытом собрании. Отец, пожилой южанин, тепло приветствует их и поначалу открыто отвечает на вопросы. Однако его ответы становятся более уклончивыми и неопределённо угрожающими. В конце интервью Отец поднимает тему беременной жены Сэма, о которой Сэм рассказал ранее Уэнди. Встревоженный Сэм теряет контроль над интервью, а Отец вежливо прерывает его бурными аплодисментами от своих последователей, которые продолжают участвовать в вечеринке.
Во время вечеринки Саванна, молодая немая девочка, передаёт записку Сэму с просьбой помочь. Когда создатели фильма продолжают брать интервью у членов общины, они обнаруживают диссидентскую группу, которая хочет уйти, рассказывая о жестоком обращении и промывании мозгов. Джейк не хочет вмешиваться, но Сэм настаивает на том, что нужно им помочь, несмотря на то, что вертолёт для этого не подходит. Когда Сэм и Джейк пытаются найти Патрика, они узнают, что его отвели две девушки, и пьяная Кэролайн объясняет, что им нужны деньги Патрика. Всё более недоверчиво относясь к Отцу и коммуне, Джейк и Сэм с тревогой ждут ночи, неспособные уснуть.
Утром они обнаруживают, что диссиденты стали откровенно мятежными. Сара, мать Саванны, настаивает, чтобы они, по крайней мере, спасли её дочь, и Джейк возвращается к вёртолету, чтобы задержать его взлёт. Пилот категорически отказывается помочь, но выстрелы обрывают разговор. Джейк бежит в лес и возвращается к вертолёту. Раненый пилот говорит ему привести остальных. В лагере Сэм пытается прекратить драку, и охранник нападает на него. Отец созывает коммуну и заставляет всех выпить цианид. Того, кто отказывается, расстреливают. Когда Джейк возвращается в лагерь, он обнаруживает, что почти все погибли, за исключением вооружённых охранников.
Патрик, оказывается привязанным к креслу Кэролайн, которая вводит ему в шею шприц с ядом и держит его пока он умирает. Когда Джейк находит её, она отказывается покинуть лагерь, говоря, что у неё ничего не осталось, и совершает самосожжение. Джейк обнаруживает комнату, в которой прячутся Сара и Саванна. Сара перерезает горло своей дочери, чтобы избавить её от казни, а охранники убивают Сару, пока Джейк прячется. Когда Джейк наконец противостоит самому Отцу, он находит Сэма привязанным к стулу. Отец кончает жизнь самоубийством, а Джейк и Сэм бегут обратно к вертолёту, на котором они улетают.

## В ролях
- Эй-Джей Боуэн — Сэм, репортёр Vice
- Джо Суонберг — Джейк, оператор Сэма
- Эми Сайметц — Кэролайн, наркоманка, которая присоединилась к коммуне
- Кентукер Одли — Патрик, фотограф и брат Кэролайн
- Джин Джонс — Чарльз Андерсон-Рид или «Отец», лидер коммуны «Эдем Пэриш»
- Кейт-Лин Шейл — Сара, мать Саванны
- Талия Доббинс — Саванна, немая девочка
- Донна Биско — Уэнди, медсестра коммуны
- Шон Клэй — Роберт, юноша из гетто
- Дейл Нил — Андре, младший брат Роберта
- Ширли Джонс-Бёрд — Лорейн, пожилая женщина

## Производство
Элай Рот подписал контракт на производство фильма в сентябре 2012 года. Он охарактеризовал фильм как «первый мейнстримовый фильм Уэста». Суонберг, Боуэн, Одли, Сайметц и Джонс объявили о том, что присоединились к съёмочной группе в октябре 2012 года, когда фильм был запущен в производство Реплики были написаны специально для актёров, поскольку Рот дал Уэсту полный творческий контроль. Суонберг выступил как оператор для частей фильма, поскольку Уэст доверял его режиссёрскому опыту. Уэст назвал этот фильм своим самым ужастиковым и сказал, что хочет, чтобы насилие в фильме было расстраивающим. Когда Уэст назначил Джонса на роль культового лидера «Отца», он хотел удостовериться, что Отец выглядел как подлинный, благонамеренный человек, который, тем не менее, был доведён до зла своей паранойей. Фильм был снят в окрестностях Саванны, штат Джорджия.

## Релиз
Премьера фильма состоялась на Венецианском кинофестивале. Он был выпущен на видео по запросу 1 мая 2014 года, а 6 июня 2014 года состоялся ограниченный показ. Он был выпущен на домашнем видео 19 августа 2014 года.

## Приём
Rotten Tomatoes сообщает, что 64 % из 70 опрошенных критиков дали фильму положительный отзыв, со средним рейтингом 5,86 из 10. Консенсус гласит: «Хотя он может быть слишком медленным для некоторых, „Таинство“ предлагает достаточно напряжённую атмосферу и интригующие идеи, чтобы удовлетворить разборчивых любителей ужасов». Metacritic оценил его на 49 из 100 на основе 21 отзыва.
Гай Лодж из Variety дал в основном положительный отзыв. Дэвид Руни из The Hollywood Reporter назвал фильм «леденящим кости жанровым произведением», которое может разочаровать пуристов ужасов. Роберт Эйбл из Los Angeles Times назвал первую половину «вызывающим ужас проявлением силы», но написал, что вторая половина — разочарование, которое не добавляет понимания реальной трагедии. Манола Дарджис из The New York Times описал этот фильм как «сценарий неоэксплуатации, который смещается от нервов к пустоте после того, как становится очевидным, что мистер Уэст больше заинтересован в том, чтобы показать, как его персонажи умирают, чем как они жили». Джордан Хоффман из Film.com в целом дал неблагоприятный отзыв, выделив слишком медленную сюжетную линию.